# 펜탁스 645D
펜탁스 645D(Pentax 645D)는 펜탁스가 2010년 6월 11일 발매한 디지털 일안 반사식 카메라 모델이다. 중형 645 포맷에 준하는 크기의 센서를 사용하였으며, 타사의 중형 디지털 카메라들에 비해 저렴한 가격인 80만 엔에 출시되었다.